# Metro y Medio
Metro y Medio fue un programa de radio argentino emitido de lunes a viernes de 17 a 20 hs por Metro 95.1. Fue conducido por Sebastián Wainraich, Julieta Pink y Pablo Fábregas.
Actualmente el programa cambio de nombre a Vuelta y Media y es emitido en el mismo horario en la radio Urbana Play

## Programa
Fue conducido por Sebastian Wainraich, Julieta Luciana Pink y Pablo Fábregas. Este programa contó, además, con las participaciones de columnistas tales como Nacho Girón, Galia Moldavsky, Martín Bachiller, Carolina Sara Duek, Matías Lertora, Gustavo "Peto" Menahem, Tamara Tenenbaum y Diego Iglesias.
Coordinado artísticamente por Leandro Aspis y en la producción inicialmente trabajó Ignacio Montivero, luego lo hizo Malena Guinzburg hasta fines de mayo de 2011, en reemplazo llegó Ezequiel Hara Duck. Más adelante, Denise Skurnik también ingresó en la producción. Opera Nacho Sosa y musicalizan DJ Paul y Festa Bros. En la locución, Adolfo Stambulsky junto a Mark Carballo.
El ciclo se distinguió por su parte artística, tanto por las cortinas musicales que varían según el día de la semana como por "las canciones de Metro y Medio", jingles pop de 30 segundos que hablan sobre el programa y funcionan como separadores. Están compuestos por Leandro Aspis e interpretados por Dan Breitman en voz con excepción de "la canción de las ocho" compuesta por Julio y Agosto.  
El programa originalmente duraba dos horas, de 18:00 hasta 20:00, pero debido al buen ráting y éxito en los oyentes, para su tercera temporada recibió el aumento horario a tres horas.
El horario se mantuvo hasta abril del 2017, cuando el programa comenzó a estar de 17:00 a 20:00.
Este ciclo contó con varias secciones que se alternaban durante los distintos días de la semana:
- Curso de Antiayuda
- Taller industrial
- Canción necesaria y canción innecesaria
- Charla con Dios
- La mesa de los jueves
- Clínica de los lunes
- Apertura de famosos
- Taller de engaños
- Piso de solteros
- La tapa de Olé
- El Arquitecto
- Pecadores
- Gordos con Chorizo (con la cortina musical de Zambayonny)
- Gorda con Helado
- Club del inútil
- Inútiles útiles
- Puntos de la ciudad
- Lidia Clelia
- Clases de chino
- El espacio del miedo
- Vidas de película
- ¿Genio o gil?
- El Turco Ricotero
- La religión de metro y medio
- La redacción
- Adivinar a quién va a votar el oyente
- Hablamos con los que piensan distinto
- La Gran babilonia
- La nutricionista
- El Frontón H.D.
- Agenda H.D.
- Imágenes tristes
- La discoteca de Sebas
- Seguridad vial
- Seba 2.0
- El Turco
- Resumen de la Semana

También se destacaron sus sketchs que generalmente se emitían en los primeros minutos del programa:
- Empanadas Giménez
- ¿Quién quiere ser argentino?
- ¿Quién quiere ser de derecha?
- ¿Quién quiere ser progresista?
- Encuestadora Esnaola
- Sojas y Sojitos
- Futbol o muerte
- Nuevos ministerios

Además, el programa contaba con juegos los distintos días de la semana:
- Tutti-Frutti
- Adivinar si el oyente proviene de familia peronista o anti peronista
- ¿Quién tiene más seguidores en Instagram?
- Calendario
- El juego de las patentes
- Guguuul (consiste en adivinar qué o quién tiene más palabras encontradas en Google entre comillas y sólo en páginas argentinas)
- Tuitteeer (Alternativa al Guguuul donde el objetivo es adivinar entre dos usuarios famosos quién tiene más seguidores en Twitter)
- ¿Cuánto pesa el loro de Julieta?
- ¿Cuántos temas hay en 12 discos triples?
- ¿Cuánto pesa el staff de Metro y Medio?
- ¿Cuánto pesa Sebas en bolas?
- ¿A dónde se fue Malena de vacaciones?
- ¿Cómo se hubiera llamado Julieta Pink si nacía hombre?
- ¿Cuántas herramientas tiene Pablo Fábregas en su casa?
- ¿Cuántos contactos tiene Nacho Sosa en su celular?
- ¿De qué selección es la última camiseta que se compró Martín Reich?
- ¿A cuántas cuadras de la radio vive Hara Duck?
- ¿A qué famoso vio Seba entrando a Cómico el 19 de enero de 2012?
- ¿Cuánta plata tenía Leandro Aspis en la billetera el 21 de septiembre de 2012?
- ¿Cuántos pares de zapatillas tiene Denise en el placard?
- ¿Cuántas materias se llevó Sebastián en toda la secundaria?
- ¿Cómo se llama la primera novia de Martín Reich?

Luego de participar en alguno de sus juegos había que adivinar La Súper Pregunta, que duraba hasta que sea acertada. Para poder responder primero se debía completar la siguiente afirmación:
"Pelé debutó con un pibe y a Di María no lo querían; el café era veloz, Mancuso es un traidor, la tenés adentro. Si te metés con mi mujer te voy a buscar a tu casa. A Trotta lo eché porque no servía. Si estás vacío, llenate. A mi hijo lo conocí por Skype y me emocionó. Fort que en paz descanse, donde es la fiesta? no hay dirección. Deshonesto Diego Armando Maradona"